# FCAPS
FCAPS es el modelo y framework de red de gestión de telecomunicaciones de ISO para la gestión de redes. FCAPS es un acrónimo de Fault, Configuration, Accounting, Performance, Security (Falla, Configuración, Contabilidad, Desempeño, Seguridad) que son las categorías en las cuales el modelo ISO define las tareas de gestión de redes. En algunas redes Contabilidad se reemplaza con Administración . 
La administración detallada de la infraestructura de tecnologías de la información de una organización es un requerimiento fundamental. Los empleados y clientes dependen de los servicios de TI, así la disponibilidad y el desempeño son importantes, los problemas deben ser rápidamente identificados y resueltos. El tiempo medio de reparación debe ser tan bajo como sea posible para evitar caídas del sistema donde es posible la pérdida de beneficios o vidas.

## Historia
En 1996 la ITU-T introdujo el M.3010 que introducía la estructura del Telecommunications Management Network (TMN) para que los operadores gestionen su Plataforma de Servicios de Red. En 1997 el M.3400 introdujo FCAPS. La ISO aplicada de FCAPS a redes de datos en el modelo OSI.

## Fallas
Una falla es un evento que tiene un significado negativo. El objetivo de la falla es reconocer, aislar, corregir y registrar fallos que ocurren en las redes de telecomunicaciones. Además, utiliza análisis de tendencias para predecir errores de tal manera que la red siempre está disponible. Esto puede ser establecido motorizando cosas diferentes para un comportamiento anormal.
Cuando ocurre una falta o un evento, frecuentemente un componente de la red enviará una notificación al operador de la red utilizando un protocolo propietario o abierto como SNMP o al menos escribir un mensaje en su consola para un servidor de consola para capturar un log/página. Esta notificación se supone que se lanza automáticamente o mediante actividades manuales. Por ejemplo, la recopilación de más datos para identificar la naturaleza y la gravedad del problema o poner el equipo de backup en línea.
Los logs de fallos son una entrada utilizada para recopilar estadísticas para determinar el nivel de servicio proporcionado de elementos individuales de la red, así como de sub-redes o la red entera. También se utilizan para determinar componentes de red aparentemente frágiles que necesitan más atención.
Los principales sistemas de Gestión de Fallos son HP OpenView, IBM Tivoli Netcool, TTI Telecom Netrac, Clarity, etc. Las herramientas de aislamiento de fallos como Delphi que también están disponibles son básicamente utilizadas para aislar fallos en cualquier red de telecomunicación.

## Administración de la configuración
Es el proceso mediante el cual todas las operaciones diarias son monitoreadas y controladas. 
Es el proceso de obtener información de la red y usarla para hacer ajustes a la configuración de los dispositivos de la red
Todos los cambios de hardware y de software son coordinados a través de este proceso. 
Nuevos programas o equipamiento, la modificación de sistemas existentes y la eliminación de sistemas y programas obsoletos también son coordinados a través de la Administración de la configuración
Los objetivos de la administración de la configuración son:
- Recolectar información
- Modificar la configuración
- Generación de reportes
- Gestión de cambios

Según las redes incrementan su tamaño, una tarea importante es la configuración automatizada. Algunos ejemplos de esta tareas son el DNS, histórico de cambios de configuración RANCID, Archivos manejados en Compact flash, control de versiones.
Este proceso debe tener en cuenta:
- Permitir el acceso rápido a la información sobre configuraciones
- Facilitar la configuración remota de los dispositivos
- Proporcionar inventario actualizado de los componentes de la red

Para recopilar y almacenar las configuraciones de los dispositivos de la red (esto se puede hacer a nivel local o remota). 
- Para simplificar la configuración del dispositivo
- Hacer un seguimiento de los cambios que se hacen a la configuración
- Para configurar ( 'provisión') a través de circuitos de caminos o redes no conmutadas
- Como aumento de tamaño de las redes, una tarea importante es la configuración automática. Algunos ejemplos de esta tarea son el nombre DNS <-> direcciones correspondientes, *RANCID cambios en la historia, Cf motor de los ficheros gestionados, RCS de control de versiones.

## Gestión de las cuentas
La gestión de las cuentas es a menudo conocida como la gestión de la tarifación. El objetivo es reunir las estadísticas de los usuarios. Utilizando las estadísticas, los usuarios pueden ser tarifados y 
utilizando el límite pueden ser forzados. Por ejemplo: 
- Utilización de disco.
- Enlace de utilización.
- Tiempo de CPU.

RADIUS, TACACS y DIAMETER son ejemplos de protocolos comúnmente utilizados para gestión de tarificación.
Para redes no tarificadas, "administración" reemplaza a "cuentas". Los objetivos de la administración son gestionar el conjunto de usuarios autorizados estableciendo usuarios, contraseñas y permisos y administrar las operaciones de los equipos como realizar backups de software y la sincronización.

## Gestión del rendimiento
La gestión del rendimiento permite al gestor preparar la red para el futuro, así como a determinar la eficiencia de la red actual, por ejemplo, en relación con las inversiones realizadas para establecerla. El rendimiento de la red se mide con el throughput, el porcentaje de utilización, las tasas de error y los tiempos de respuesta.
Recolectando y analizando los datos de rendimiento, el estado de la red puede ser monitorizado. Las tendencias pueden indicar la capacidad o custriones de fiabilidad que se convierten en servicios afectados.
Los umbrales de rendimiento pueden ser establecidos para lanzar una alarma. La alarma sería manejada por el proceso de gestión de fallos habitual. Las alarmas varían dependiendo de la severidad.

## Gestión de la seguridad
La gestión de la seguridad es el proceso de controlar el acceso a recursos en la red. La seguridad de datos puede ser conseguida principalmente con la autenticación, el cifrado y la 
autorización configurada con el sistema operativo y la configuración de control de acceso del sistema de gestión de base de datos.